# Sơn ca mỏ dài Somali
Sơn ca mỏ dài Somali, tên khoa học Mirafra somalica, là một loài chim trong họ Alaudidae.